# Chylice-Osada
Chylice-Osada (prononciation : [xɨˈlit͡sɛ ɔˈsada]) est un village polonais de la gmina de Jaktorów dans le powiat de Grodzisk Mazowiecki de la voïvodie de Mazovie dans le centre-est de la Pologne.

## Histoire
De 1975 à 1998, le village appartenait administrativement à la voïvodie de Skierniewice.